# WBS FM
WBS FM은 대한민국의 방송국 원음방송의 라디오 채널 중 하나이다. 1998년 11월 30일 전북특별자치도 전 지역에서 FM 97.9㎒, 2001년 8월 30일 부산광역시와 경남권 지역에서 FM 104.9㎒, 2001년 9월 12일 서울을 비롯한 수도권 전지역에서 FM 89.7㎒, 2008년 4월 21일 광주광역시와 전남권 지역에서 FM 107.9㎒, 2011년 11월 20일 대구광역시와 경상북도 지역에서 FM 98.3㎒로 방송되며 하루 24시간 방송된다. 1998년 11월 30일부터 전북특별자치도 전 지역에서 FM 방송이 개국되었고, 2001년 8월 30일 부산광역시와 경남권 지역에서 FM 방송이 개국되었고, 2001년 9월 12일 서울을 비롯한 수도권 전 지역에서 FM 방송이 개국되었고, 2008년 4월 21일 광주광역시와 전남권 지역에서 FM 방송이 개국되었고, 2011년 11월 20일 대구광역시와 경상북도 지역에서 FM 방송이 개국되었으며, 해외에서는 원음방송 앱에서 청취할 수 있다.

## 방송국 연혁
- 1989년 9월 29일 : 원불교 방송국 설립 준비위원회 결성
- 1993년 6월 25일 : 원음방송 설립추진 발기인 총회
- 1993년 7월 6일 : 원음방송 설립허가추천신청서 제출 (공보처)
- 1997년 12월 4일 : 재단법인 원음방송 설립 및 방송국 설립허가추천서 발급신청
- 1997년 12월 15일 : 원음방송 설립허가 추천 (공보처 발행 84521-638)
- 1997년 12월 17일 : 재단법인 원음방송 허가 (공보처 발행 84500-643)
- 1998년 10월 7일 : 원음방송 인터넷 방송 개시 (www.wbsfm.com)
- 1998년 11월 30일 : 원불교 중앙본부가 위치해 있는 전라북도 익산시에서 개국 (출력 3㎾/FM 97.9㎒/호출부호 : HLDV)
- 2000년 5월 24일 : 부산 원음방송 정보통신부로부터 허가
- 2000년 8월 29일 : 서울 원음방송 정보통신부로부터 허가
- 2001년 7월 11일 : 부산원음방송 시험방송 시작
- 2001년 8월 2일 : 서울원음방송 시험방송 시작
- 2001년 8월 30일 : 부산원음방송 개국 (주파수 : 104.9㎒, 호출부호 : HLQJ, 가청 지역: 부산광역시, 울산광역시, 경상남도 마산시, 창원시, 진해시, 통영시, 진주시, 사천시, 양산시, 거제시, 밀양시, 김해시)
- 2001년 9월 12일 : 원음방송 본사 개국 (주파수: 89.7㎒, 호출부호 : HLQK, 수도권 지역)
- 2004년 6월 1일 : 서울원음방송 출력증강(3㎾)
- 2005년 7월 5일 : 원음방송 익일정파 "21시간 방송"실시
- 2005년 9월 5일 : 본사를 익산에서 서울로 이전. 서울원음방송을 원음방송으로, 원음방송을 전북원음방송으로 개칭
- 2006년 4월 20일 : 광주원음FM방송 허가추천
- 2007년 4월 3일 : 사업자등록증 본점 소재지 이전 (익산 → 서울)
- 2007년 6월 7일 : 'wbs 원음방송' 서비스표 등록 출원 (특허청)
- 2008년 4월 21일 : 광주원음방송 개국 (주파수: 107.9㎒, 호출부호 : HLQN,  출력 : 1kw, 가청 지역: 광주광역시, 전라남도 나주시 일부)
- 2009년 11월 19일 : 정관 제20조 기본재산 8억으로 변경 허가 (방송통신위원회)
- 2010년 7월 1일 : 부산원음방송 마산시, 창원시, 진해시 → 창원시 통합
- 2010년 10월 26일 : 대구원음방송 방송통신위원회로부터 허가
- 2011년 3월 7일 : 원음방송 조직개편 - 라디오국 확대 설치
- 2011년 11월 20일 : 대구원음방송 개국 (주파수: 98.3㎒, 호출부호 : HLCS, 가청 지역: 대구광역시, 경상북도 경산시, 구미시, 군위군, 영천시, 칠곡군, 성주군, 고령군)
- 2012년 4월 26일 : 원음방송 대표홈페이지 주소변경 및 확대 개편 (www.wbsi.kr)
- 2014년 9월 5일 : 원음방송 애플리케이션 오픈
- 2015년 9월 : 새 CI 변경
- 2015년 11월 2일 : 원음방송 이전 (서울특별시 양천구 목동동로 233 한국방송회관 4, 5층)
- 2022년 10월 4일 : 원음방송 신사옥 이전 (서울특별시 금천구 남부순환로 1350 4~6층)
- 2023년 7월 1일 : 대구원음방송 경상북도 군위군 → 대구광역시 군위군 통합
- 2024년 1월 18일 : 전북원음방송 주소 변경 전라북도 익산시 → 전북특별자치도 익산시

## 방송 프로그램(편성표)
- 성지의 아침 05:00 ~ 05:50
- 하루를 여는 기도 05:50 ~ 06:00
- 라디오 전서 (월~토요일) 06:00 ~ 06:40
- 일요법회 (일요일) 06:00 ~ 07:00, 11:00 ~ 12:00 (재), 21:00 ~ 22:00 (재)
- 교산 이성택 교무의 깨달음의 노래 (월~토요일) 06:40 ~ 07:00
- 특별한 아침 정연아입니다 (평일) 07:00 ~ 09:00
- 교리 공부방 (주말) 07:00 ~ 08:00
- 상생의 멜로디 (토요일) 08:00 ~ 09:00
- 최진용 박사의 건강상담소 (일요일) 08:00 ~ 09:00
- 노래 하나 추억 둘 09:00 ~ 11:00
- 원음의 소리 (평일) 11:00 ~ 11:52
- 군종의 시간 (토요일) 11:00 ~ 12:00, 21:00 ~ 22:00 (재)
- 독경으로 一心을 (평일) 11:55 ~ 12:00
- 기분좋은 12시 (매일) 12:00 ~ 14:00
- 진문진 교무의 가요세상 (평일) 14:00 ~ 16:00
- 心쿵! 2시 (주말) 14:00 ~ 16:00
- 心쿵! 4시 (주말) 16:00 ~ 19:00
- 마음의 쉼터 - 서울 (평일) 16:00 ~ 18:00
- 행복한 오후 - 부산 (평일) 16:00 ~ 18:00
- 행복한 오후 - 대구 (평일) 16:00 ~ 18:00
- 행복한 오후 - 광주 (평일) 16:00 ~ 18:00
- 박PD의 음악의 온도 - 전북 (평일) 16:00 ~ 18:00
- 둥근소리 둥근이야기 (평일) 18:00 ~ 19:00
- 아름다운 인생, 이동은입니다 19:00 ~ 21:00
- 일원의 하모니 (평일) 2100 ~ 21:30
- 저녁심고 (평일) 21:30 ~ 21:34
- 율타원 김혜봉 교무의 경전강의 (평일) 21:34 ~ 22:00
- 법문이 있는 음악카페 (매일) 22:00 ~ 05:00
- 자정기도 (매일) 23:55 ~ 24:00

## 주파수
| 방송국       | 호출부호 | 송신소명      | 주파수     | 공중선전력 | 송신소 위치                                  |
| ------------ | -------- | ------------- | ---------- | ---------- | -------------------------------------------- |
| WBS FM       | HLQK-FM  | 관악산 송신소 | FM 89.7㎒  | 3㎾        | 경기 과천시 중앙동 산12-1 (넥스콘테크)       |
| 전북원음방송 | HLDV-FM  | 모악산 송신소 | FM 97.9㎒  | 3㎾        | 전북 김제시 금산면 금산리 산1 (JTV 전주방송) |
| 부산원음방송 | HLQJ-FM  | 황령산 송신소 | FM 104.9㎒ | 3㎾        | 부산 연제구 연산2동 산181-3 (KNN)            |
| 광주원음방송 | HLQN-FM  | 무등산 송신소 | FM 107.9㎒ | 1㎾        | 광주 동구 용연동 산354-4 (KBS광주방송총국)   |
| 대구원음방송 | HLCS-FM  | 앞산 송신소   | FM 98.3㎒  | 1㎾        | 대구 남구 대명9동 산227-1 (KBS대구방송총국)  |

## 제공 시보
- 삼성전자
- 한국P&G
- SK텔레콤
- 현대자동차
- 매일유업
- 자코모
- KG모빌리티(구 쌍용자동차)

## 시보 멘트
- FM 89.7MHz WBS 원음방송입니다. HLQK. (시보광고 10초) OOO이(가) OO시를 알려드립니다. (자연의 소리 시보음)
- 맑고 밝고 훈훈한 원음방송이 OO시를 알려드립니다. FM 89.7MHz WBS 원음방송입니다. HLQK. (자연의 소리 시보음)

## 같이 보기
- 한겨레